# 小行星10371
小行星10371（10371 Gigli）是一颗绕太阳运转的小行星，为主小行星带小行星。该小行星于1995年2月27日发现。

## 轨道参数
小行星10371的轨道半长轴为2.3966995 UA，离心率为0.166。